# Joachim Morochowski
Joachim Morochowski OSBM, imię ze chrztu: Eliasz, herbu Korczak (ok. 1576–1631), unicki biskup włodzimiersko-brzeski od 1613 r., polemista, hagiograf, koryfeusz unii.
Urodził się ok. 1576 r. we Lwowie. Syn Stefana herbu Korczak i mieszczki. W 1595 r. udał się do Rzymu i tam został przyjęty do Kolegium Greckiego w dniu 16 lutego 1596 r. jako pierwszy alumn z Rzeczypospolitej. Do 1603 r. studiował filozofię i teologię. Po powrocie do kraju pozostawał w służbie unickiego biskupa włodzimierskiego Hipacego Pocieja, będąc jego sekretarzem i powiernikiem – pomagał mu w szerzeniu unii. W 1609 r. został sekretarzem królewskim. Święcenia kapłańskie przyjął w 1611 roku. Ok. 1612 r. wstąpił do zakonu bazylianów przyjmując imię Joachim. W 1613 r. został unickim biskupem włodzimiersko-brzeskim. Rozwinął szeroką działalność pasterską. Wziął udział w zjeździe biskupów unickich w Nowogródku w styczniu 1624 r., który rozpatrywał zawarcie unii z prawosławnymi, a także w synodzie kobryńskim w 1626 roku. Wraz z bpem łuckim Jeremiaszem Poczapowskim złożył relację z synodu dla króla i nuncjusza. Gorliwie zabiegał o rozwój unii w swojej diecezji, dbał o reformę kleru i zwoływał synody diecezjalne. Odnowił sobory katedralne w Brześciu Litewskim i Włodzimierzu oraz zatroszczył się o ich odpowiednie zaopatrzenie. Wzniósł kilka cerkwi. Utrzymywał szkoły dla młodzieży, dbał o nauczycieli. Szkołę we Włodzimierzu przekształcił na wzór szkół jezuickich (później szkoła ta przeszła w zawiadywanie bazylianów i nosiła nazwę kolegium). Urządził i uposażył kapitułę, założył bractwo cerkiewne Najświętszej Maryi Panny przy soborze katedralnym we Włodzimierzu (ok. 1626). Testamentem z 3 lutego 1631 r. uczynił legaty na szkołę, bractwo i szpitale włodzimierskie.  Zmarł 19 marca 1631 r. we Włodzimierzu.
Jest autorem m.in. następujących dzieł: „Dyskurs o początku rozerwania Cerkwie” (Zamość 1622; dzieło napisane jeszcze w młodości), „Relacja o zamordowaniu okrutnym i osobliwej świętości... Jozaphata Kuncewicza...” (Zamość 1624), dzieło religijno-polemiczne „Paregoria, albo utulenie [...] lamentu [...] Cerkwie [...]” (Wilno 1612). „Dzieła jego odznaczają się jasnym wykładem i dobrą polszczyzną” (Dalibor Jan Wagilewicz).